# 長浜ミュージックラボ
『長浜ミュージックラボ』（ながはまミュージックラボ）は、2006年4月から2010年4月4日までKBCラジオ（九州朝日放送）で放送されていたラジオ番組。
毎回様々なミュージシャンたちをゲストに迎えてのトークを主としていた。パーソナリティは、ナレーターのふじわらたけひろが務めていた。番組にゲスト出演したLil'BのMIEによれば、ふじわらはゲストミュージシャンそれぞれの出演日とトーク内容をすべてノートに書き留め、それを彼らがまた番組に出演した際のトークに活かしていたとのことである。
番組は、2006年4月から2007年3月までは毎週日曜 18:00 - 18:30 （日本標準時）に放送されていたが、その後は時期によって日曜19時台での放送になったり日曜18時台での放送へ戻ったりを繰り返していた。